# مورچه‌گیرک دمگاه‌حنایی
مورچه‌گیرک دمگاه‌حنایی (نام علمی: Euchrepomis callinota) گونه‌ای از پرندگان در زیرتیرهٔ Euchrepomidinae از تیرهٔ مورچه‌مرغان (Thamnophilidae) «نمادین» هستند. در کلمبیا، کاستاریکا، اکوادور، گویان فرانسه، گویان، پاناما، پرو، سورینام و ونزوئلا یافت می‌شود.